# Manu Katché
 (août 2017).
Si vous disposez d'ouvrages ou d'articles de référence ou si vous connaissez des sites web de qualité traitant du thème abordé ici, merci de compléter l'article en donnant les références utiles à sa vérifiabilité et en les liant à la section « Notes et références ».
Emmanuel Katché dit Manu Katché, né le 27 octobre 1958 à Saint-Maur-des-Fossés, est un batteur français.
Il est également auteur-compositeur, parolier et interprète. Chevalier des Arts et des Lettres, il détient de nombreuses récompenses musicales.

## Biographie

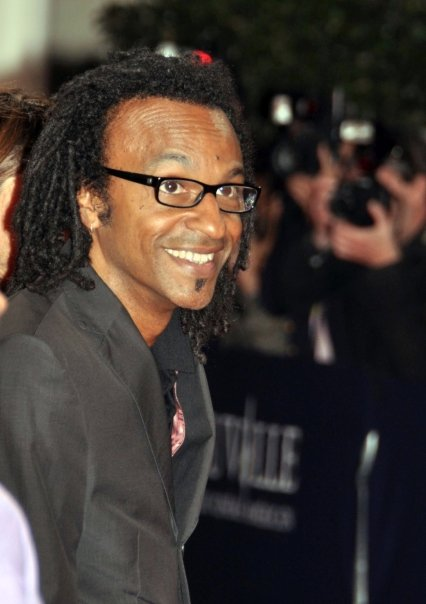
Manu Katché en 2009 au festival du cinéma américain de Deauville.

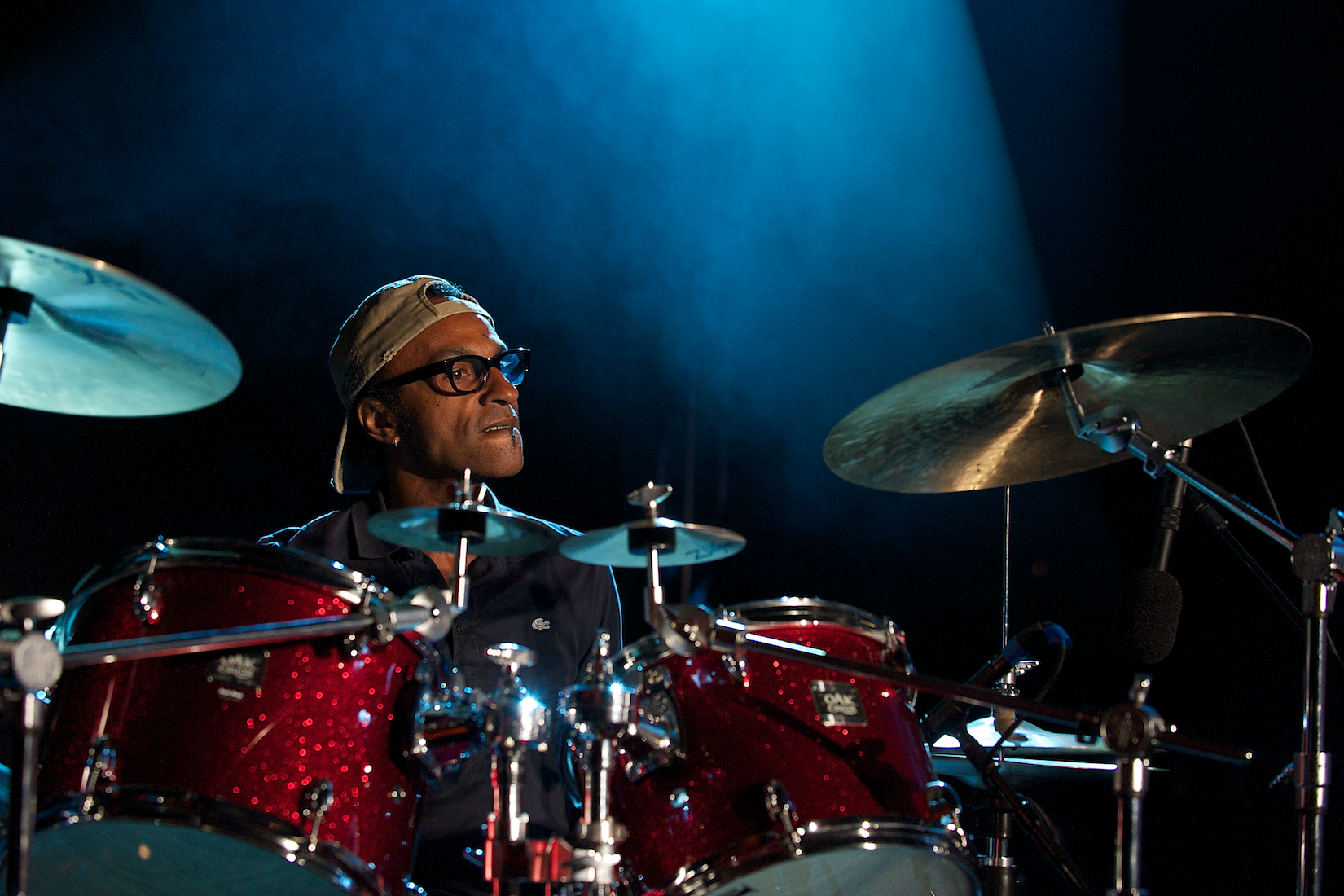
Manu Katché en 2010 avec Simple Minds.

Né d'une mère française, couturière chez Christian Dior, et d'un père ivoirien reparti en Afrique, alors que le jeune Emmanuel avait 2 ans et qu'il ne connaîtra pas, il est élevé par ses grands-parents. 
De formation classique, il commence par la danse vers l'âge de 5 ans, pendant deux ans. Cette activité ne l'intéressa pas beaucoup. Vers l'âge de 7 ans, il pratique le piano, avant de travailler la batterie et les percussions au Conservatoire de Saint-Maur. 
il fait part du group de zeuhl Zao, pour le disque Typhareth dans le 1977. Très vite repéré, il connaît la célébrité à partir de 1985 en jouant sur l'album Unis vers l'uni de Michel Jonasz, puis mondialement l'année suivante avec So de Peter Gabriel. Ensemble, ils participeront à la bande originale du film La Dernière Tentation du Christ sorti en 1988, avec d'autres musiciens comme David Rhodes et Youssou N'Dour.
Il a joué aux côtés d'une multitude de chanteurs et musiciens français comme Francis Cabrel, Véronique Sanson, Jean-Jacques Goldman, Louis Bertignac, Bruno Grimaldi, Michel Jonasz, Catherine Lara, Daniel Lévi, Jeanne Mas, Mireille Mathieu, Sheila, Shirel, Sinclair, Laurent Voulzy ainsi que de renommée internationale comme Marcus Miller, Manu Dibango, Al Di Meola, les Bee Gees, Dire Straits, Mango, Julia Fordham (en), les Gipsy Kings, Jan Garbarek, Joe Satriani, Kami Lyle (en), Loreena McKennitt, Bruno Letort, Paul Young, Peter Gabriel, Stephan Eicher, Sting, Simple Minds, Tears for Fears, Tori Amos, Tracy Chapman, Youssou N'Dour, Pino Daniele, Joni Mitchell, Richard Wright, etc.
De 1985 à 1988, Manu fait partie du groupe Préface comme batteur et chanteur, composé de Jean-Yves D'Angelo (claviers et chant) et de Kamil Rustam (guitares et chant). Avec ce même groupe, connu à l'époque, en France, comme base rythmique pour Michel Jonasz, il se met à écrire les arrangements d'un grand nombre d'artistes français, ce qui lui vaut en 1985 le prix du meilleur arrangement aux Victoires de la musique, pour l'album Unis vers l'uni.
Manu Katché consacre également une partie de son travail au jazz. Il rapporte avoir été particulièrement impressionné, à l'âge de quinze ans, par le jeu au piano de Keith Jarrett, ainsi que par un disque du guitariste John Abercrombie.
En 1994, il compose et interprète la bande originale du film Un Indien dans la ville, en association avec Tonton David et Geoffrey Oryema, sous le nom de KOD (initiales des trois artistes).
Il mène depuis 1989 une collaboration fructueuse avec le saxophoniste Jan Garbarek. Leur première collaboration prend cette année-là la forme d'un trio avec le violoniste indien L. Shankar au théâtre de La Cigale. Depuis, Manu Katché apparaît régulièrement dans le groupe du saxophoniste norvégien Jan Garbarek (cinq albums). En 2005, pour son premier album en leader, (sous le label allemand ECM), Manu Katché fait appel à Garbarek pour l'album Neighbourhood.
De 2004 à 2007, il participe au jury de l'émission Nouvelle Star sur M6, aux côtés de Marianne James, Dove Attia et André Manoukian.
En 2007, il sort un nouvel album en leader chez ECM, avec les jeunes musiciens polonais Marcin Wasilewski et Slawomir Kurkiewicz, et les norvégiens Trygve Seim et Mathias Eick.
D'avril 2007 à la fin de 2011, Manu Katché présente sur la chaîne Arte l'émission musicale One Shot Not (d'abord mensuelle, puis hebdomadaire à partir de janvier 2010), centrée sur le domaine musical de Manu Katché. Du 28 mars au 20 juin 2010, il a présenté, sur France Inter, l'émission Musicalities, tous les dimanches de 22 h à minuit.
En mars 2010, sort également le dernier opus de Manu Katché, Third round (en français, « Reprise »), au sein du label ECM.
Entre 2010 et 2012 il entreprend une tournée avec des musiciens issus de la scène jazz : le pianiste Alfio Origlio, le bassiste Laurent Vernerey et le saxophoniste Tore Brunborg. 
Lors du concert de Peter Gabriel au palais omnisports de Paris-Bercy le 15 octobre 2013, il est derrière la batterie, en rejouant notamment l'intégralité de l'album So qui l'a fait connaître.
Le 7 avril 2016, Manu Katché inaugure la sortie de son nouvel album « Unstatic » en organisant un concert complet à l'Olympia en présence, entre autres invités, de Sting et son guitariste Dominic Miller, Stephan Eicher et Noa.
Il participe à la préparation du rapport Lockwood, remis en juin 2016 à Frédéric Mitterrand.
Depuis 2021, Manu Katché anime une émission diffusée sur Yahoo France, « la Face Katché » où il interviewe des personnalités principalement sur des sujets liés à l'immigration et au racisme,.

### Vie privée
Durant les années 1980-1990, il est l'époux de Sophie Duez avec laquelle il a deux enfants : Lucile en 1989 et Rose en 1992.
Laurence Katché, son épouse actuelle, travaille en tant que maquilleuse pour certaines des émissions de télévision qu'il anime. Déjà mère d'un petit Benjamin en 1991 (issu d'une autre union), celle-ci a avec Manu, en 1999, une autre fille, Tess.

## Matériel utilisé
Manu Katché a d'abord joué sur des batteries Pearl, avant d'être choisi par la marque Yamaha pour jouer sur leurs fûts et utiliser leur matériel. Il jette son dévolu sur la série Oak Custom, coloris gris sparkle, mais on le voit aussi jouer sur d'autres finitions dont la solid black, ou violet. La configuration du kit de batterie[Quoi ?] est classique, avec des toms de 12" 13" et 16", une grosse caisse de 22" et une caisse claire Manu Katché signature en cuivre finition noire de 14"×5,5". À noter qu'il existe une version en 14"×6.5". Le tout est équipé en peau Remo ambassador coated[réf. nécessaire].
Il joue avec des cymbales Zildjian avec comme séries de référence les cymbales crash « K Dark-Thin » en 16 et 18 pouces, un charleston « New Beat Avedis » de 13 pouces, deux cymbales splash « A Custom » de 6 et 8 pouces, qui sont, avec sa caisse claire, sa signature sonore. Il utilise également une cymbale ride « Avedis Rock Ride » de 21 pouces et enfin une cymbale crash « EFX » de 18 pouces[réf. nécessaire].
Il est sponsorisé par les baguettes Zildjian, dont est né un modèle signature, avec une olive assez ronde pour un ping bien prononcé. [réf. nécessaire]
L'accordage des toms est toujours assez grave, avec une très grosse résonance pour le tom basse. La caisse claire, quant à elle, est accordée assez haut et largement frappée en rimshot par Manu Katché. Le son est toujours naturel et ouvert, car jamais assourdi[réf. nécessaire].

## Prix et récompenses
- 1985 : Victoire de la musique pour « Meilleurs arrangements »
- 1987 : Victoire de la musique pour « Meilleur musicien de studio »
- 1987 : « Best coming up drummer of the year » par le magazine Modern Drummer
- 1996 : Victoire de la musique pour la bande originale du film Un Indien dans la ville

## Décorations
- Chevalier de l'ordre des Arts et des Lettres (2004)
- Chevalier de l'Ordre du Mérite culturel (Monaco) 2019[9]

## Discographie

### Solo
- It's About Time  BMG France (1991) - Avec Peter Gabriel, Daniel Lanois, David Rhodes, etc.
- Stick around  ZILDJIAN (1994)
- Neighbourhood ECM (2005)
- Grévin  (en vente exclusivement au musée Grévin) (2006)
- Playground  ECM (2007)
- Bioscope[10],[11] (en vente exclusivement au Bioscope) (2007) - Musique de Didier Magne
- Third Round  ECM (2010)
- Manu Katché  ECM (2012)
- Touchstone For Manu  ECM (2014)
- Live in concert  ACT (2014)
- Unstatic  Anteprima Productions (2016)
- The Scope (2019)

### Participations
Tori Amos
- Boys for Pele (1996)

Jeff Beck
- Who Else! (1999)

Bee Gees
- Still Waters (1997)

Louis Bertignac
- Elle et Louis (1993)

Francis Cabrel
- Sarbacane (1989)
- Samedi soir sur la Terre (1994)
- Hors-saison (1999)

Tracy Chapman
- Matters of the Heart (1992)

Dire Straits
- On Every Street (1991)

Peter Gabriel
- So (1986)
- Biko (1987)
- Passion (1989), Bande Originale du film
- Shaking the Tree: Sixteen Golden Greats (1990), Compilation
- PoV (1990), DVD
- Us (1992)
- Secret World Live (1994)
- OVO (2000), B. O.
- Up (2002)
- Long Walk Home: Music from the Rabbit-Proof Fence (2002) B. O.
- Hit (2003), Compilation
- Play the Videos (2004) DVD
- Still Growing Up: Live and Unwrapped (2005)
- Back to Front: Live in London (2014)
- i/o (2023)

Jan Garbarek
- Ragas and Sagas (ECM, 1990)
- I Took Up the Runes (ECM, 1990)
- Twelve Moons (ECM, 1992)
- Visible World (ECM, 1995)
- In Praise of Dreams (ECM, 2003)
- Dresden: In Concert (ECM, 2009)

Herbie Hancock
- The Imagine Project

Nigel Kennedy
- Kafka (1996)

Tony Levin
- World Diary (1996)

Loreena McKennitt
- The Book of Secrets (1997)
- An Ancient Muse (2006)

Dominic Miller
- Absinthe (ECM, 2019)

Joni Mitchell
- Chalk Mark in a Rain Storm (1988)
- Misses (1996)
- The Beginning of Survival (2004)
- Dreamland (2004)
- Songs of a Prairie Girl (2005)

Robbie Robertson
- Robbie Robertson (1987)

Joe Satriani
- Joe Satriani (1995)
- The Electric Joe Satriani: An Anthology (2003)

Simple Minds
- Street Fighting Years (1989)

Sting
- ...Nothing Like the Sun (1987)
- The Soul Cages (1991)
- Brand New Day (1999)
- All This Time (2001)
- At the Movies (2002)
- Sacred Love (2003)
- The Bridge (2021)

Tears for Fears
- The Seeds of Love (1989)

Richard Wright
- Broken China (1996)

Paul Young
- Other Voices (1990)

Alfio Orgilio
- Memories (2004)

## Participation
- Veille sur moi, chanson de Jean-Louis Aubert écrite pour le disque anniversaire des cinquante ans d'Emmaüs, Emmaüs Mouvement (1999)

## Ouvrages
- Road Book, Le Cherche Midi, 2013.
- #Beat, Grasset, 2024.